# Pháp lệnh Cổ vật và Di tích
Pháp lệnh Cổ vật và Di tích được quy định trong Luật pháp Hồng Kông (Chương 53) và được ban hành năm 1976 để bảo tồn các đối tượng lịch sử, khảo cổ và cổ sinh vật học và cho các vấn đề phụ trợ hoặc liên quan. Nó được quản lý bởi Bộ trưởng Nội vụ (Văn phòng Cổ vật và Di tích của Ủy ban Dịch vụ Văn hóa và Giải trí).

## Cổ vật
Theo Pháp lệnh, "Cổ vật" được định nghĩa là "quảng trường, tòa nhà, địa điểm hoặc công trình được xây dựng, hình thành hoặc được xây dựng bởi con người trước năm 1800 và tàn tích hoặc di tích của bất kỳ nơi nào, tòa nhà, địa điểm hoặc công trình kiến trúc đó, cho dù bị thay đổi, thêm vào hoặc khôi phục sau năm 1799" và "các di vật". Từ "di vật" được định nghĩa là các vật thể di động được tạo ra, định hình, sơn, chạm khắc, ghi, sản xuất hoặc được thay đổi bởi con người trước năm 1800 hoặc những vật thể bị thay đổi, thêm vào hoặc khôi phục sau năm 1799. Các hóa thạch hay sự đóng dấu cũng được coi là "di vật" theo Pháp lệnh.

### Địa điểm khảo cổ
Tất cả các di tích khảo cổ ở Hồng Kông được coi là tài sản của Chính phủ Hồng Kông theo Pháp lệnh. Điều này bao gồm các kiến trúc cổ, lò nung, lò sưởi, chạm khắc đá, đất nông nghiệp, vỏ hoặc bãi thải đá và dấu chân của người cổ đại.
Cơ quan Cổ vật được trao quyền để quản lí việc tìm kiếm và khai quật tất cả các di tích như vậy thông qua một hệ thống cấp phép.
Các địa điểm quan trọng nhất được tuyên bố là Di tích pháp định. Chúng được định nghĩa theo Pháp lệnh là bất kỳ cấu trúc, tòa nhà và vật phẩm nào được coi là quan trọng vì ý nghĩa lịch sử, khảo cổ học hoặc cổ sinh vật học của nó.

## Di tích
Sau khi tham khảo ý kiến của Ủy ban và với sự chấp thuận của Đặc khu trưởng Hồng Kông, Bộ trưởng Phát triển có thể, bằng cách thông báo trên Công báo, tuyên bố bất kỳ địa điểm, tòa nhà, địa điểm hoặc công trình kiến trúc nào mà họ coi là được công chúng quan tâm vì lý do của nó có ý nghĩa lịch sử, khảo cổ hoặc cổ sinh vật học là một di tích.
Theo Pháp lệnh, bất kỳ ai không có giấy phép do Bộ trưởng Bộ Nội vụ cấp sẽ không được phép khai quật, mang về xây dựng hoặc các công trình khác, trồng hoặc đốn cây hoặc ký gửi đất hoặc từ chối hoặc trong bất kỳ di tích hoặc di tích được đề xuất nào; hoặc phá hủy, loại bỏ, cản trở, làm mất hoặc can thiệp vào bất kỳ di tích hoặc di tích được đề xuất.